# Filodes
Filodes é um gênero de mariposa pertencente à família Crambidae.

## Distribuição

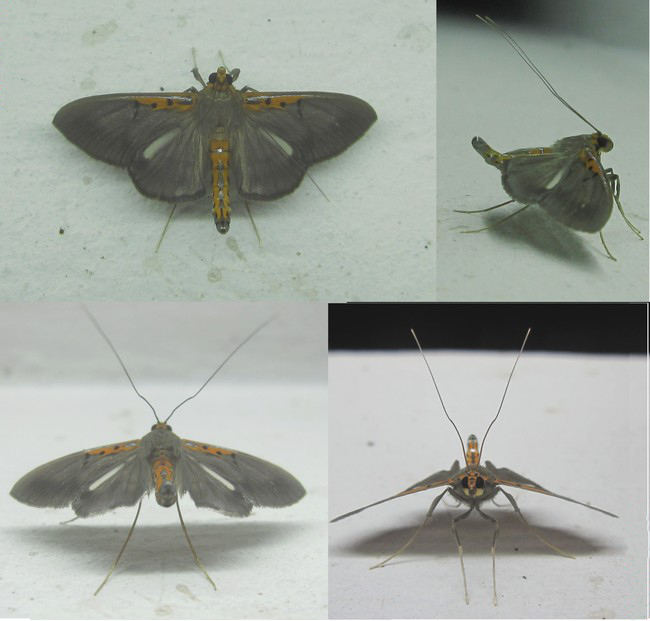
Filodes costivitralis

As espécies do gênero se encontram distribuídas na África Austral, no sul e extremo oriente da Ásia e no extremo norte de Queensland, na Austrália.

## Espécies
- Filodes abnormalis Plötz 1880
- Filodes adustalis Ghesquière 1942
- Filodes alboterminalis Kenrick 1917
- Filodes baratalis Holland 1900
- Filodes bilinealis Hampson 1908
- Filodes cocytusalis Walker, 1859
- Filodes costivitralis Guenée, 1862
- Filodes decoloralis Snellen, 1899
- Filodes fulvibasalis Hampson, 1898
- Filodes fulvidorsalis Hübner, 1832
- Filodes malgassalis Mabille, 1900
- Filodes mirificalis Lederer, 1863
- Filodes normalis Hampson, 1912
- Filodes obscuralis Strand, 1920
- Filodes patruelis Moore, 1888
- Filodes sexpunctalis Snellen, 1890
- Filodes tenuimarginalis Hampson, 1918
- Filodes xanthalis Hampson, 1898